# 渡辺トミ・マルガリーダ
渡辺トミ・マルガリーダ（わたなべ トミ マルガリーダ、1900年〈明治33年〉10月25日 - 1996年〈平成8年〉3月12日）は、日本の社会事業家。少女期にブラジルへ移住後、サンパウロ市に日本人移民支援団体としてカトリック日本人救済会を組織し、戦中に敵国人として扱われる日系ブラジル人の援護活動にあたった。また老人ホーム「憩の園」設立など、生涯を日系移民の福祉事業に尽くした。「ブラジル日系移民の母」とも呼ばれる。

## 経歴

### 少女期
鹿児島県川辺郡東南方村大字枕崎（後の枕崎市）で、船主の池上家で長女として生まれた。池上家は代々船主の家庭のため、生活は恵まれていたが、1909年（明治42年）、2年連続の不漁により経営が破綻し、家を失った。さらに一家が転居した家も、火災で焼失したため、トミの父の船で船頭をしていた鳥越末次郎の家に間借りした。
1911年（明治44年）、池上家は母方の実家に移ったが、その移転からわずか数日後、母が脳髄膜炎で死去した。母を喪ったことで、トミの弟や妹たちは親戚の伝手で引き取られ、トミだけが母の実家に残った。母の実家では、祖父母は優しかったが、叔母（母の妹）はトミに辛く当たった。トミはいつしか叔母を憎み、その思いから叔母の子供を虐めていたが、やがてそんな自分を恥じるようになった。

### ブラジルへの移住
同1911年12月、移民会社によりブラジル移民の募集が行われ、トミたちが世話になった鳥越末次郎のブラジル行きが決定した。トミは、現在の生活から抜け出したいとの思い、そしてブラジルで金を稼いで家族での生活を取り戻したいとの思いで、共にブラジルへ行くことを鳥越に懇願した。ブラジル移住には、1組の夫婦を中心として3人以上の労働者のいる家族であることが一つの条件であったため、トミは鳥越の養女となり、1912年（明治45年）3月にブラジルへ発った。
ブラジルには、トミ以前に移民していた父方の叔母が頼りであったが、叔母はブラジル語の公用語であるポルトガル語を理解できていなかった。また移民にあたっては、ブラジルでは十分すぎる収入が得られると聞かされたはずが、実際には1日中働いても生活費を除けばほとんど手元に残らず、それどころか借金がかさんでいる人も多かった。

### ブラジル人家庭との出逢い
トミは日本の家族への送金のため、より収入の得られる仕事を求めた末、医学博士のセレスティーノ・ブルーの一家に、住み込みの家政婦として勤めた。ブルー家は敬虔なキリスト教徒であり、トミに家族同然に接し、現地の習慣や言葉に不慣れなトミに、ポルトガル語を優しく教えた。約半年後には、トミは日常生活には不自由しないほどの語学力を身につけた。ブラジルの生活習慣にも溶け込み、トミはブルー家で幸福感をおぼえていた。
セレスティーノ・ブルーは、キリスト教カトリック系の慈善病院に勤めており、多くの困窮者を無償で診察していた。薬局の代金請求すら、セレスティーノが請け負っていた。トミは、セレスティーノが患者に対して献身的に尽くす姿に影響され、次第に慈善的な精神へと傾倒していった。18歳の誕生日を迎えた1918年10月25日、セレスティーノらが見守る中で受洗し、真珠を意味する「マルガリーダ」の洗礼名を授けられた。
トミがブラジルへ渡ってから8年後の1920年、日本からトミの父の死という悲報が入った。トミはブルー家の勧めで1925年（大正14年）、13年ぶりに日本へ帰国した。両親の墓参り、弟や妹たちとの交流を経て、1926年（大正15年）にブラジルへ戻った。

### 日本人学校
同1926年、トミはサンパウロの聖ゴンサロ教会から乞われ、日曜学校の教員となった。日本の第1回移民から18年が経ち、日曜学校には日本の子供たちも多く集っていたが、教会の者たちは日本語が理解できないために指導に苦慮し、日本人であるトミに白羽の矢が立ったのであった。
トミは日曜学校の日本人学級を担当することになった。子供たちの将来を考慮して、日本語のみならずポルトガル語の教育も行った。すでにトミの話すポルトガル語は、現地のブラジル人たちが感心するほどの正確さに達していた。日本の子供たちは当初、教会の施設の物珍しさから、教会で遊び場同然に大騒ぎしていたが、トミの指導のもと、次第に静かに耳を傾けるようになった。

### 結婚
1927年、日本人医師の高岡専太郎の計らいにより、ブラジル初の日本人会計士である渡辺儀平とトミの結婚話が持ち上がった。ブルー家はこれを良縁として家族同然に喜んだが、トミはカトリック教徒として、修道女になることも考えていたため、苦悩した。しかし知人の修道院長から「結婚も神がお決めになった道であり、結婚したからといって神に仕えることに変わりない」と諭され、結婚を決意した。1928年4月29日、トミは渡辺儀平と結婚した。
夫の儀平の仕事の関係で、トミは日本人たちのパーティーによく招かれるようになった。総領事館員や日本人社会の有力者たちと接する機会も増えて、日本や日本人移民社会の様子が、徐々に理解できるようになった。1941年までに、3人の息子をもうけた

### 戦中の日本人への支援
同1941年、太平洋戦争が勃発した。ブラジルは連合国側についていため、日本は敵国とみなされた。ブラジルに住む多くの日本人は仕事を奪われ、生活費にも事欠くようになった。その一方、日本帝国大使館や日本帝国総領事館など、各地の日本の領事館が閉館を強いられ、日本人保護の機能を失っていた。
サンパウロ州の移民収容所には、謂れのない罪を着せられた多くの日本人が、収容されていた。さらにこの年の冬は寒さが厳しく、収容所の人々の体調が心配された。移民会社・海外興業株式会社の支店長である宮腰千葉太は、親交のあったトミに支援を依頼した。宮腰は、閉館した大使館から預かった資金で、勾留中の日本人に衣類を仕入れたいが、監視が厳しく支援が困難であった。トミならば、ポルトガル語に堪能な上に、すでに多くのブラジル人とも繋がりができていたために、トミを頼ったのであった。トミは、海外興業株式会社も敵国の団体として活動を禁止されており、カトリック教徒の多いブラジルでは慈善活動が活発であったことから、「カトリック婦人会」と架空の団体名を名乗り、勾留中の日本人に衣類を仕入れた。このことが、後年の日本人移民への支援活動の先駆けとなった。
その後もブラジルでは依然として、日本人への圧力が増し、逮捕される者も増加した。トネは宮腰千葉太や、友人の会計士の高橋勝（後のブラジル・トヨタ重役）と協力し、日本人への支援を開始した。このときトミには3人の息子がおり、特に三男はまだ生後間もない赤ん坊であったが、危険を覚悟での活動開始の決意であった。サンパウロ大司教であるドン・ジョセ・ガスパールに協力を求めたことで、救済活動を大司教館のもとで行うとの許可が得られ、1942年、「サンパウロ市カトリック日本人救済会」が発足された。トミたちは寝食を忘れ、拘留者、貧困者、病人、孤児たちを相手に救済活動を行なった。セレスティーノも医療面、資金面で援助した。ローマ教皇庁からも「宗教にかかわりなく日本人困窮者に手を差し伸べなさい」との手紙と共に、3度の救済金が送られた。サンパウロの移民収容所で食事が1日1回しかないことから、その窮状を気に病んで、千人分のサンドイッチを仕入れることもあった。
救済会の活動は決して、平坦なことばかりではなかった。あるときは「救済会は日本のスパイで、教会を利用して活動している」と密告があり、警察所から取り調べを受けたこともあった。トミは厳しい取り調べを前にしても、人間としての主張を決して曲げることはなかった。5時間におよぶ取り調べを受けた日には、緊張と立ちっぱなしのためもあって、トミは帰りは歩けなくてタクシーを呼び、自宅でも階段を登れず、夫の支えを必要としたほどだった。

### 終戦 - 国交回復後
1945年には終戦を迎えたが、ブラジル日系人は依然、救済を必要としていた。トミたちは1947年3月、18人の日本人たちと共に「日本戦災同胞救済会」を結成し、ブラジル赤十字社の許可のもと、募金活動を行なった。集められた募金は、アジア救済連盟の物資として日本へ届けられた。1949年9月にはララ物資（日本向けの援助物資）を集めるために「聖母婦人会」を創立し、カトリック信仰に基づいた社会福祉活動を続けてきた。
1951年に、日本は連合国軍による占領から解放され、ブラジルとの国交も回復した。これにより日本からはまた、多くの移民が見込まれた。それに伴い救済会も、貧困者、病人、老人、孤児らの相談や救済で一層、多忙さを増した。トミもまた多忙を極めており、その仕事は徐々に生活を圧迫し始めた。1953年2月6日に夫の儀平が事故死し、トミにとって大きな打撃となったが、3人の子供たちが支えとなり、トミは夫の死去以前同様、救済会の仕事を続行した。
1953年3月27日、カトリック日本人救済会は、民間社会福祉法人アシステンシァ・ソシァル・ドン・ジョゼ・ガスパール（日本名は「救済会」、以降「救済会」と表記）として登録された。これにより救済会は、これまでのようなボランティアではなく、政府公認の団体として活動が可能となった。トミはこの理事長に就任した。同1953年に帰化し、ブラジル国籍となった。

### 憩いの園
当時のブラジルには、身寄りを失った日本人の老人たちが、オザスコなど、ブラジル各地の慈善団体の施設で暮していた。移民当時は数年働いて金を稼いで帰国するはずが、仕事が成功せずに帰国できず、すでに郷里の家族を喪ったか、行方がわからない者たちだった。結婚できなかった者、言葉の問題から子供や孫とうまく接することができない者、妻や子供に先立たれた者、様々な理由で孤独な境遇を強いられる者も多く、皆が望郷の念を募らせていた。
トミは、ブラジルの言語にも生活習慣にも馴染めない高齢者たちのために、日本同様に生活できる施設を構想したが、先立つ資金がなかった。そんな折に聖フランシスコ修道院から、サンパウロ郊外グアルーリョスの土地、約24ヘクタールと付属施設が、救済会へ提供された。
1958年5月25日、日系老人ホーム「憩いの園」が開園した。望郷の念を募らせる入居者たちのために、毎日の献立は必ず味噌汁が出、入居者たちは魚の煮つけや漬物など、懐かしい日本食に舌鼓をうった。この1958年は、第1回移民船である笠戸丸がブラジルに到着してから丁度50年目にあたり、サンパウロ市では「日本人移民50年祭」が盛大に開催された。
1959年、それまで憩いの園の副会長であったトミが、会長職を引き継いだ。トミは救済会の仕事に加えて、憩いの園の仕事で、運営資金の募金活動、入園者の世話など、さらに多忙さを増した。

### 晩年
1970年、トミは子供たち3人から、ヨーロッパと日本への旅行を贈られた。トミはバチカンなどヨーロッパ各国を回った後、最初の帰国から45年ぶりに、二度目の帰国を果たした。現地では妹や甥、姪たちに逢い、故郷を楽しんだ。日本人移民70周年を迎えた1978年には、サンパウロでは盛大な移民祭が開催され、日本からは皇太子明仁夫妻も園に立ち寄った。
1990年11月、「憩いの園」に寝たきりの高齢者が増加したことから、救済会により特別養護老人ホームが建造された。トミもすでに90歳の高齢であり、サンパウロの自宅を引き払い、このホームの一室へ住居を移した。トミは園内で高齢者たちと生活を共にしつつ、さらに施設の充実に努めた。
1992年、日本の吉川英治文化賞を受賞した。サンパウロ市内で行われた記者会見では、91歳とは思えない元気な姿を見せ「この賞は皆で頂いたものです。私は一度、預からせていただきます」と何度も頭を下げた。日本での授賞式は高齢のために欠席し、三男のジョゼェ・カルロスが代理で出席した。
1995年11月頃には白内障の進行により、身支度に手伝いの者が必須となった。同1995年末、体調不良から床に就いた。体は不自由だが記憶は明瞭であり、「元気な体でもっと皆の役に立ちたい」との思いであった。
翌1996年3月12日夕方、憩いの園で、老衰により満95歳で死去した。トミは死去の直前、看護をしていたジョゼェの妻に、夕食前に少し休みをとりたいと告げ、ジョゼェの妻の「食事を運んで来るまで休んでください」との言葉に、トミは「タ・ポン（いいわ）」と答えていた。「タ・ポン」には「これで良い」との意味もあり、これが最期の言葉であった。
同1996年3月14日に、夫の儀平の眠る墓地で告別式が行われた。日本からは美智子皇后を始め、多くの弔電が寄せられた。その後、「憩いの園」に顕彰碑が建立され、碑文には「隣人を愛せよ」と記された。パラナ日本移民センターの敷地内にあるパラナ開拓神社にも、移民の父とされる水野龍や元ブラジル公使館通訳官の大武和三郎らとともに祀られている。

## 没後
サンパウロ市イタケーラ区内に、渡辺トミの名を冠した広場「Pca Margarida Tomy Vatanabe」（マルガリーダ・T・V広場）が造成されている。トミとイタケーラ区との縁は特になく、サンパイロ市議である野村アウレリオの父、連邦下院議員の野村丈吾がトミと親交があったことが由来で、野村アウレリオの提案により造成されたものである。なお広場の名の綴り「Vatanabe」は、正しくは「Watanabe」だが、トミの夫の渡辺儀平の身分証明書の綴りがもともと誤っており、トミは訂正しないまま生涯を過ごしたため、誤記を踏襲した形になっている。救済会の事務局長を務めた吉安園子によれば、トミの息子たちも「Vatanabe」をこの世で一つだけの姓と誇っているといい、憩の園にある石碑の名の綴りも「Vatanabe」である。
2008年、「憩いの園」が50周年を迎えたことで、「開園50周年式典」が開催され、トミは同園の創立に携わたった者たちや各団体と共に、特別表彰を受けた。同2008年、憩の園の歴史を写真で展示する「憩の園資料室」が完成した。トミの故郷の鹿児島県や枕崎市から受けた表彰状、日本政府からの勲章、身分証明書やパスポート、トミと黒田清子（紀宮清子内親王）の並んだ写真などが飾られている。
2013年には「憩の園」でのミサの後、トミの結成した聖母婦人会のメンバーの1人がトミを「聖人みたいな人だった」と発言したことから、列福申請、列聖申請の動きが始まった。法律家のイヴェス・ガンドラ・マルチンスもトミを「列福・列聖調査をするのに値する」と語った。2014年8月には列聖審査の専門家、サンパウロ使徒教会法大学教授のエジソン・ルイス・サンペウがトミを「聖人にふさわしい」「可能性は十分にある」と述べた。ブラジル出身で初の聖人であるフレイ・ガルボンや、ブラジル初の女性聖人マドレ・パウリ―ナの申請を実現させた実力者であるイマクラーダ・コンセイソン修道会のセリア・カドリンも、トミとの面識があり、「十分可能性がある」と強く後押しした。2016年3月12日のトミの命日には、列福申請に向けた委員会も発足した。なお聖人として認められる列聖の前には、福者の地位を得られる「列福」があり、列福までに2度、そのあと列聖に1度と、計3段階の審査があるため、最低でも20年を要すると見られている。
2016年には、数本の映画の製作を手掛けた有限会社・三信インターナショナルの代表である三宅信史が、トミの生涯に感動をおぼえ、その生涯を、愛と信仰を描いた作品としての映画化を進めている。

## 受賞・表彰歴
- 1956年11月 - 藍綬褒章[70]
- 1962年2月 - サンパウロ名誉市民[70]
- 1968年11月 - 勲五等瑞宝章[70]
- 1974年10月 - サンパウロ市議会アンシェッタ賞[53]
- 1976年11月 - 勲四等宝冠章[51]（女性初）[71]
- 1981年12月 - サンパウロ州グアルーリョス 名誉市民[70]
- 1992年 - 吉川英治文化賞[70]
- 1993年6月 - 鹿児島県枕崎市 名誉市民[53]
- 1994年1月 - 朝日新聞社 社会福祉賞[33]
- 1994年10月 - 鹿児島県 県民特別表彰（県外では初）[70]